# Insmouse no Yakata
Insmouse no Yakata, также называемая Innsmouth no Yakata, — видеоигра от первого лица в жанре ужасов, разработанная Be Top и изданная I’Max в Японии для игровой системы Virtual Boy в 1995 году. Игрок, взявший на себя роль частного детектива в 1922 году, получает задание сбежать из кишащего монстрами особняка и забрать с собой артефакт под названием Некрономикон. Игроку необходимо пройти несколько лабиринтообразных уровней, которые нужно закончить за определённое время. Игра основана на романе «Тень над Иннсмутом» Говарда Филлипса Лавкрафта, хотя единственным прямым сходством между ними является наличие рыбоподобных монстров. Игра получила смешанные отзывы, при этом критики высоко оценили её лавкрафтианский сеттинг. Игровой процесс был воспринят неоднозначно, с критическими отзывами от журналов Famitsu и VB Guide, хотя игра также была положительно оценена за свою уникальность.

## Игровой процесс

Скриншот игрового процесса, на котором персонаж игрока взаимодействует с рыбообразным существом в виде от первого лица. Insmouse no Yakata использует красно-чёрную цветовую схему, стандартную для игр Virtual Boy.

Insmouse no Yakata — видеоигра в жанре ужасов от первого лица, в которой игроки берут на себя роль частного детектива из 1922 года, который должен сбежать из кишащего монстрами особняка вместе с артефактом под названием Некрономикон. Каждый этап игры представляет собой этаж в особняке, на котором игрок должен найти ключ и открыть им выходную дверь. Время на прохождение уровня ограничено, его лимит варьируется в зависимости от уровня. В игре используется схема управления с двумя крестовинами, одна из которых служит для передвижения, а другая — для управления оружием персонажа. При прохождении каждого этапа перед игроком открывается экран выбора следующего этапа, подобно серии Darius. Игра автоматически выбирает, на каком этаже будет проходить следующий этап, в зависимости от того, как быстро управился игрок: так, завершение этапа менее чем за 30 секунд позволяет игроку подняться на этаж выше, а завершение этапа на последних 30 секундах заставляет его опуститься на этаж ниже. Присутствует система паролей. После завершения одного из последних этажей персонаж игрока сбегает из особняка, и игра заканчивается.
На протяжении всей игры игрок сталкивается с рыбоподобными монстрами, которые пытаются убить персонажа. Этих существ можно либо победить с помощью огнестрельного оружия, либо убежать от них. На разных этажах можно найти дополнительные боеприпасы, а также аптечки. На карте отображается текущее местоположение игрока и схема этажа, которая начинает раскрываться по мере прохождения игры. На каждом этаже в случайном порядке можно найти два вида собираемых сфер. Белые сферы показывают всю карту, а чёрные — расположение предметов на конкретном этаже. В игре 45 этажей, но за один игровой сеанс можно посетить только 13 из них. В игре четыре разных концовки, включая «шуточную», которая возвращает игрока в начало игры. Получение концовок зависит от действий игрока во время прохождения, при этом лучшая концовка при использовании паролей становится недоступна.

## Разработка
Insmouse no Yakata была разработана Be Top и издана 13 октября 1995 года в Японии компанией I’Max для игровой системы Virtual Boy. Она в основана на повести «Тень над Иннсмутом» Говарда Филлипса Лавкрафта, хотя единственная прямая связь между ними — наличие рыбоподобных монстров. Как и все другие игры для Virtual Boy, она использует красно-чёрную цветовую палитру и для имитации глубины проецирует два немного разных изображения в каждый окуляр. Игра была выпущена ограниченным тиражом и появилась в конце короткого срока жизни Virtual Boy, что сделало её ценным предметом коллекционирования.

## Критика
| Иноязычные издания | Иноязычные издания |
| Издание            | Оценка             |
| ------------------ | ------------------ |
| Famitsu            | 24/40              |
| Nintendo Life      | [ 4 ]              |

Первые отзывы об игре Insmouse no Yakata были довольно прохладными. Журнал Famitsu раскритиковал скромный масштаб игры и наличие ограничения по времени, заявив, что большинство игроков не смогут полностью погрузиться в атмосферу игры из-за небольшой продолжительности таймера. Обозреватели сравнили её с Dungeon Master 1987 года, им не понравилось ограниченное количество боеприпасов и относительно низкий уровень сложности. Обозреватели VB Guide высказали аналогичное мнение об игре, раскритиковав её игровой процесс и элементы хоррора. Однако, по их мнению, подача игры была хорошей. В то же время, обозреватель Nintendo Magazine посчитал, что локации на тему ужасов и ролевые элементы сделают игру успешной в Японии.
В ретроспективных обзорах она была встречена неоднозначно. Энтони Джон Аньелло из The A.V. Club и обозреватели Hardcore Gaming 101 посчитали её предтечей стиля управления двумя стиками, который можно встретить в шутерах от первого лица и играх ужасов в виртуальной реальности соответственно. Обозреватель Джереми Пэриш отметил Insmouse no Yakata как редкое исключение из скудного каталога игр для Virtual Boy, выходивших только в Японии. Пэриш счёл игру непохожей на большинство других игр, похвалив её «гиперфокусированный дизайн» и отметив, что «кошмарная» красно-чёрная палитра Virtual Boy хорошо сочетается с лавкрафтианским сеттингом. Он добавил, что «небольшие всплески действий» позволяют игрокам дать время отдохнуть глазам.
Другие критики были настроены более негативно. Бенджи Эдвардс из PC Magazine заявил, что не считает Insmouse no Yakata «великой игрой», хотя сложность и лавкрафтовский сеттинг, по его мнению, идут ей на пользу. Сотрудники Official Nintendo Magazine были более критичны, назвав управление «ужасным», а спрайты «уродливыми». Дэйв Фрир из Nintendo Life обратил внимание на рывки во вступительном ролике и отметил что это были не эффекты, что игра на самом деле так управляется. Сотрудники журнала Retro Gamer сочли, что система паролей и ограничение по времени вредят атмосфере и напряжению игры, а также раскритиковали её за повторяющиеся игровой процесс и обстановку. Доминик Тарасон из Rock, Paper, Shotgun назвал игру «самой проклятой вещью» на Virtual Boy, но при этом назвал великолепным её «кроваво-красный» визуальный стиль. Видеоигра Ritualistic Madness была создана по мотивам Insmouse no Yakata, и Тарасон написал в своём обзоре, что это «порт забытого, ещё более проклятого маленького лабиринтного шутера с похожей эстетикой».